# Kreuzkirche (Neuruppin)

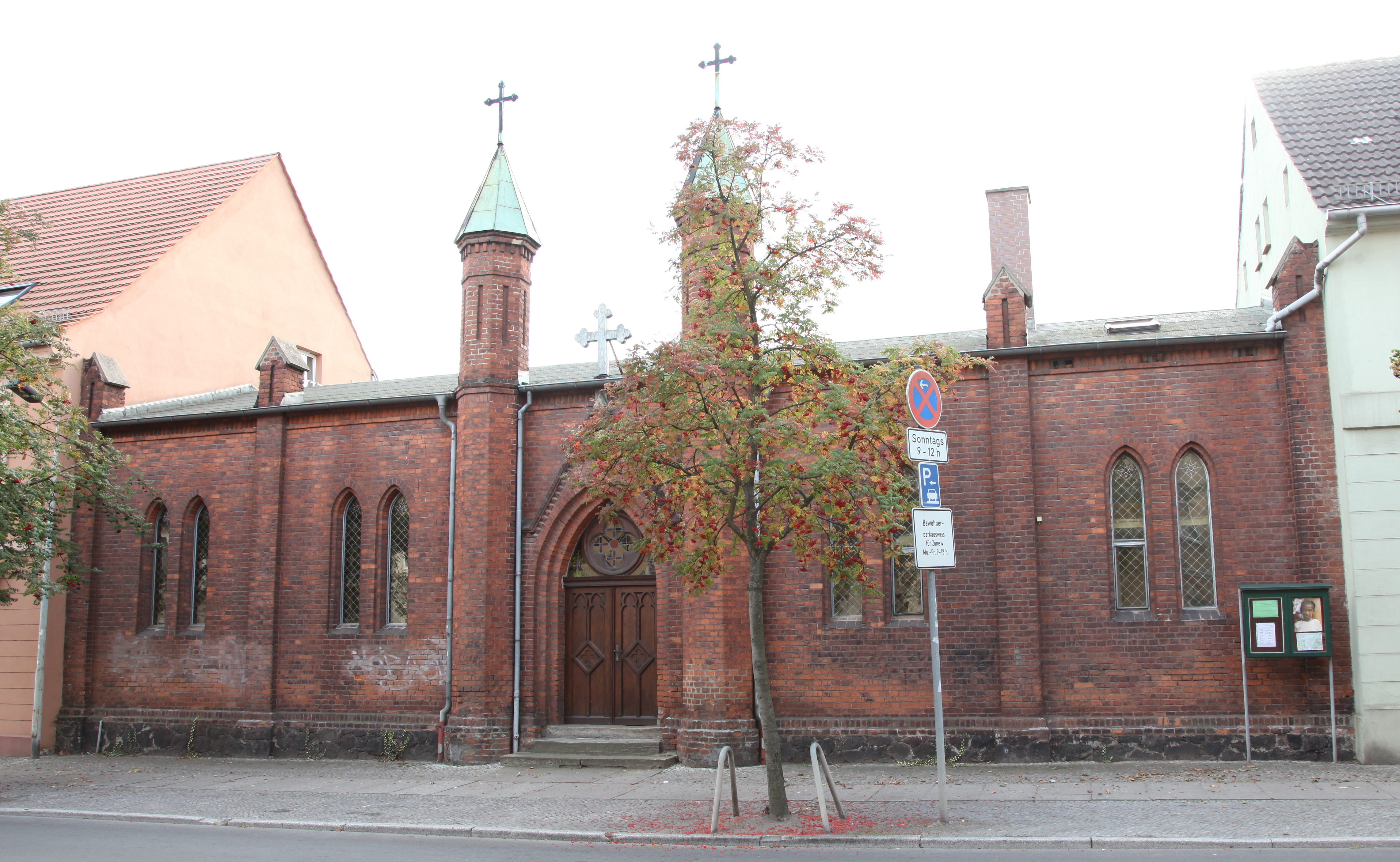
Ansicht der Kreuzkirche von Süden, 2012

Die evangelisch-lutherische Kreuzkirche in Neuruppin ist ein denkmalgeschütztes Kirchengebäude der Selbständigen Evangelisch-Lutherischen Kirche. Die Saalkirche ist „ein frühes Zeugnis neogotischer Backsteinarchitektur in Neuruppin“. Die Kreuzkirchengemeinde ist ein Predigtplatz der Gemeinde Berlin-Mitte.

## Lage
Die Kreuzkirche steht im nordöstlichen Bereich der Altstadt Neuruppins, in der Steinstraße 7. Direkt daneben befindet sich das Pfarrhaus.

## Geschichte der Kirchengemeinde und des Kirchengebäudes
Der Name der Gemeinde leitet sich von dem Heiligen Kreuz ab, an dem Jesus starb.
Im Jahr 1852 kaufte die evangelische Kirchengemeinde Neuruppin das Grundstück Steinstraße Ecke Bergstraße (die später in Friedrich-Engels-Straße umbenannt wurde). Sie begann mit dem Bau eines eigenen bescheidenen Gotteshauses, das der Maurermeister E. Müller aus dem benachbarten Alt Ruppin entworfen hatte und welches unter Verantwortung des Pfarrers Räthjen ausgeführt wurde. Der Kirchenbau konnte 1853 eingeweiht werden. Optische Vorbilder bestehen wahrscheinlich in der neugestalteten Klosterkirche St. Trinitatis (1834–1841) und in der Hauptfront des Berliner Bethanien-Krankenhauses von 1847.
Die Sakristeieinbauten, die sich zu beiden Seiten des Altars befunden hatten, wurden 1986 entfernt.
Nach der Wende, 1992 erfolgte eine Renovierung des Gotteshauses.

## Architektur

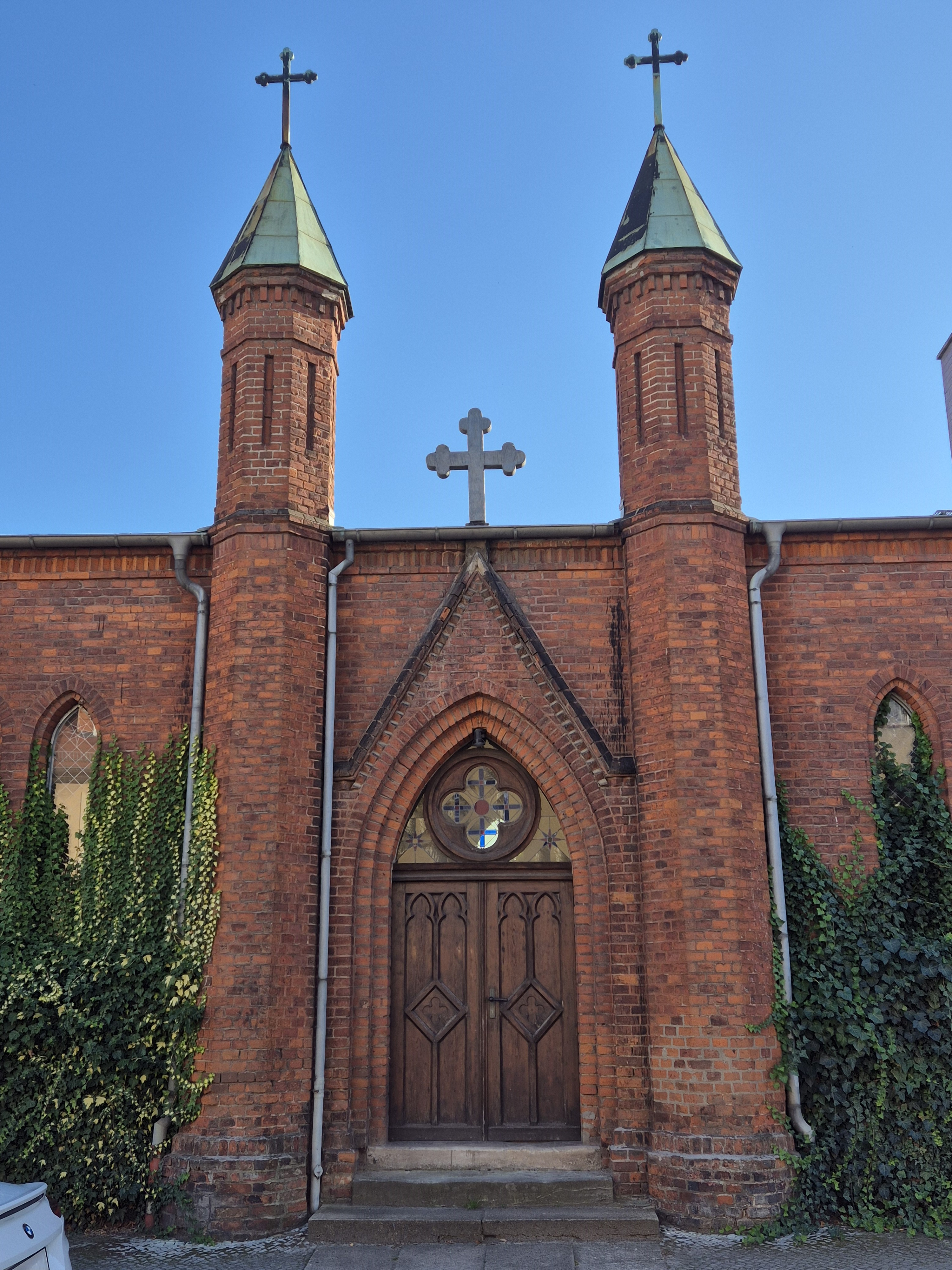
Eingangsportal (2024)

### Außenbeschreibung
Es handelt sich um einen einschiffigen unverputzten Backsteinbau auf einem Feldsteinsockel, eine Saalkirche im neogotischen Stil. Mittig an der Straße befindet sich das Hauptportal, welches an den Flanken zwei schlanke polygonale Türmchen mit Spitzhelme zeigt. Über der zweiflügligen geschnitzten Tür befinden sich ein Wimperg sowie ein Kreuz als baulicher Schmuck. Fialenartig bekrönte Strebepfeiler und schmale, spitzbogige Fensterpaare gliedern die Fassade. Die gegenüberliegende Hoffassade besitzt dagegen nur eine einfache Lisenengliederung.

### Innenbeschreibung
Es gibt eine kleine Empore, die im Jahr 1884 eingezogen wurde.
Der Innenraum ist ein Quersaal mit offener Dachkonstruktion und gerader Decke in Holzverschalung. Die Wände besitzen spitzbogige Blendarkaden.

## Ausstattung

### Altar, Taufbecken, Gestühl und Sonstiges
Das Altargemälde zeigt die Auferstehung Christi. Es wurde um 1853 vom Neuruppiner Künstler Rudolf Schulz geschaffen. Sowohl das Altarkruzifix als auch das Taufbecken und Kirchengestühl datieren um 1853. Als Beleuchtung des Kirchenraumes dient ein von der Decke hängender Kronleuchter.

### Orgel
Im Jahr 1973 erhielt die Gemeinde eine Orgel, die in der Eberswalder Orgelbauwerkstatt gebaut wurde. Sie hat eine mechanische Schleiflade und verfügt über zwei Manuale und ein Pedal. Die Orgel hat insgesamt 21 Register; sie wird regelmäßig für Gottesdienste und Konzerte genutzt.

## Pfarrhaus

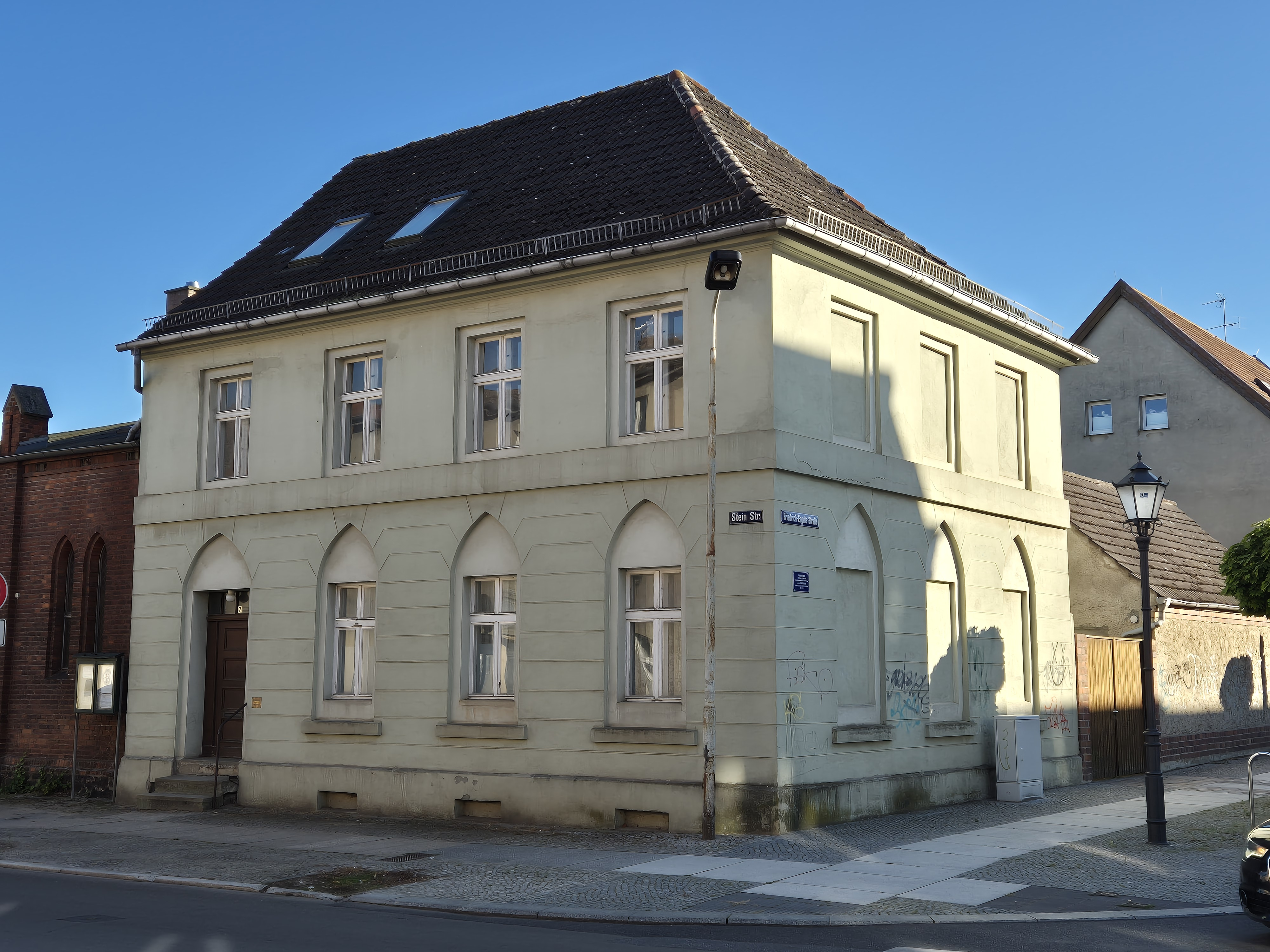
Pfarrhaus (2024)

Im Eckgebäude an der Ecke Friedrich-Engels-Straße–Steinstraße befindet sich das Pfarramt. Ursprünglich wohnte hier der Branntweinbrenner Werlich, der das Haus um 1790 bauen ließ. Die gotisierenden Gestaltungselemente des Baus finden sich unter den nach dem Großen Stadtbrand gebauten Bürgerhäusern eher selten. Mit dem Kauf des Grundstücks im Jahr 1852 ging auch das Gebäude in den Besitz der Kirchengemeinde über.
Im Erdgeschoss zeigen sich Putznutungen und an den Fenstern Spitzbogenblenden. Über ein breites Gurtgesims geht die Fassade in das Obergeschoss über. Die dortigen Fenster sind in rechteckigen Eintiefungen eingesetzt. Zur Friedrich-Engels-Straße gibt es ausschließlich Blindfenster. Im Inneren befindet sich eine dreiläufige Treppe mit geschwungenem Anfänger. Diese sowie mehrere Türen stammen aus der Erbauungszeit.

## Seelsorge
Die Pfarrstelle ist derzeit vakant. Sie wird vertreten durch Pfarrer Johann Hillermann der Gemeinde Berlin-Mitte.